# Hydraena dilutipes
Hydraena dilutipes är en skalbaggsart som beskrevs av Leon Fairmaire 1898. Hydraena dilutipes ingår i släktet Hydraena och familjen vattenbrynsbaggar. Inga underarter finns listade i Catalogue of Life.